# Stâncești (okręg Botoszany)
Stâncești – wieś w Rumunii, w okręgu Botoszany, w gminie Mihai Eminescu. W 2011 roku liczyła 1072 mieszkańców.